# Ragnar Moltzau
Ragnar Egede Moltzau (geboren am 6. April 1901 in Kristiania (heute Oslo); gestorben am 5. November 1982 in Oslo) war ein norwegischer Reeder und Kunstsammler.

## Leben
Ragnar Egede Moltzau kam 1901 als Sohn des Kaufmanns Max Louis Clement Moltzau und dessen Frau Clara Vilhelmine, geborene Gulbrandsen, in Kristiania (heute Oslo) zur Welt. Nach seiner schulischen Ausbildung begann Moltzau im Alter von 23 Jahren als selbstständiger Reeder zu arbeiten. Er übernahm 1924 die Leitung der Gesellschaft A/S Crisco, der das Schiff S/S Fæmund gehörte. Als die Gesellschaft 1928 in finanzielle Schwierigkeiten geriet, musste Moltzau die S/S Fæmund an seinen Vater Max Moltzau verkaufen. Im selben Jahr gründete Ragnar Moltzau die neue Gesellschaft A/S Rendal, die nunmehr das Schiff S/S Fæmund von Moltzaus Vater übernahm. Das danach in S/S Rendal umbenannte Schiff transportierte Guano von Peru nach Europa und wurde im norwegischen Holzexport eingesetzt. Moltzau gründete 1930 als zweite Gesellschaft die Tankschiffreederei A/S Moltzaus Tankrederi. Die Gesellschaft nutzte das Tankschiff Slemdal für den Ölhandel mit Mexiko. 1935 schloss sich Moltzau mit dem Geschäftsmann Rolf Christian Rummelhoff Christensen zusammen. Das Unternehmen firmierte fortan als Reederei Moltzau & Christensen und beide Partner waren sowohl Gesellschafter wie auch Geschäftsführer. Im Zweiten Weltkrieg sanken zwei der vier Schiffe der Reederei.
Nach dem Krieg nahm die Reederei Moltzau & Christensen den Betrieb wieder auf und setze nun auch Kühlschiffe für den Transport von Lebensmitteln ein. Die Schiffe der Reederei fuhren bis nach Südamerika, Afrika, Asien und Australien. In Europa engagierte sich Moltzau ab 1958 darüber hinaus im Fährverkehr. Er gründete hierzu die Reederei Sundbusserne A/S, die Schiffsfähren zwischen Helsingör in Dänemark und Helsingborg in Schweden betrieb. Hinzu kam 1963 der von der Moltzau Line A/S durchgeführte Fährbetrieb zwischen Gedser in Dänemark und Travemünde in Deutschland. Die Verbindung war als Alternativroute zur gerade fertiggestellten Vogelfluglinie über Fehmarn angelegt. 1974 zog sich Moltzau aus der Moltzau Line A/S zurück.
Ragnar Moltzau war mit Reidun Edvarda Svensson verheiratet. Aus dieser Ehe stammt der 1941 geborene Sohn Ragnar Egede Moltzau junior. Der Sohn führte die väterliche Reederei bis 2006 fort. Ragnar Moltzau senior interessierte sich in seiner Freizeit für kulturelle Themen. Er war Mitglied in den Unterstützervereinen des Osloer Museums für Kunsthandwerk, der norwegischen Nationalgalerie und der Festung Akershus. Moltzau starb 1982 in Oslo.

## Ragnar Moltzaus Kunstsammlung
Ragnar Moltzau gehörte neben Tryggve Sagen, Jørgen Breder Stang und Anton Fredrik Klaveness zu einer Reihe von norwegischen Reedern, die sich für moderne Malerei interessierten. Er besaß eine umfangreiche Kunstsammlung, in der sich neben Bildern norwegischer Maler vor allem Werke französischer Künstler des 19. und beginnenden 20. Jahrhunderts befanden. Bedeutende Teile seiner Sammlung stellte er in den 1950er Jahren in verschiedenen europäischen Städten aus. So zeigte er seine Sammlung 1955 in Oslo, 1956 im Schwedischen Nationalmuseum in Stockholm sowie in Kopenhagen und in Helsinki, 1957 im Kunsthaus Zürich und im Gemeentemuseum Den Haag und 1958 in der Royal Scottish Academy in Edinburgh und in der Londoner Tate Gallery. Danach begann Moltzau Teile seiner Sammlung zu verkaufen.
Besonders spektakulär war 1959 der als „Stuttgarter Museumswunder“ bezeichnete Ankauf von 30 Werken der Sammlung Moltzau für die Staatsgalerie Stuttgart. Durch Vermittlung des Vorsitzenden der Freunde der Staatsgalerie, Josef Eberle, war es gelungen, mit Hilfe des 1958 in Baden-Württemberg beschlossenen Lotto-Toto-Gesetzes bedeutende Werke moderner Kunst für zehn Millionen DM von Moltzau zu erwerben. Durch den als „Gelegenheitskauf“ bezeichneten Erwerb besaß die Staatsgalerie Stuttgart eine der führenden Sammlungen moderner Kunst in Deutschland.
Zu den angekauften Werken gehörten die impressionistischen Gemälde Madame Victor Chocquet, Zwei Badende und Im Theater von Pierre-Auguste Renoir, das Pastellbild Das Wannenbad, Frau sich abtrocknend von Edgar Degas und die spätimpressionistischen Werke Badende vor einem Zelt von Paul Cézanne und Die Mutter des Künstlers von Paul Gauguin. Hinzu kamen Arbeiten des Fauvismus wie die Gemälde Kleines Interieur in Blau und Bei der Toilette sowie die Kohlezeichnung Bildnis Madame Lucienne Bernard von Henri Matisse, die Gemälde Die Familie Terrasse und Fruchtschale von Pierre Bonnard, das Stillleben mit Vase, Kanne und Fruchtschale von Maurice de Vlaminck, die Bilder Mozart-Konzert, Atelier mit drei Staffeleien und Der Strand von Le Havre von Raoul Dufy, die Gemälde Liegender Frauenakt auf weißem Kissen und Bildnis Chaim Soutine von Amedeo Modigliani und die Werke Ecce Homo und Dämmerung von  Georges Rouault.
Weitere Werke waren Violine, Stillleben in Rot und das Stillleben La Serviette von Georges Braque, die Komposition mit drei Schwestern, endgültiger Zustand von Fernand Léger, das kubistische Stillleben mit Flasche und Glas von Juan Gris und das informelle Werk Email von Nicolas De Staël. Von Pablo Picasso kamen aus der Sammlung Moltzau die kubistischen Gemälde Violine - Jolie Eva, Das Buffet des »Catalan« und aus der klassizistischen Periode des Künstlers das Gemälde Sitzende (Frau im Hemd). Weiterhin gehörten Picassos Pastellbilder Drei weibliche Akte am Meer und Vier weibliche Akte am Meer zu den Werken der Sammlung Moltzau, die sich nun in der Staatsgalerie Stuttgart befinden.

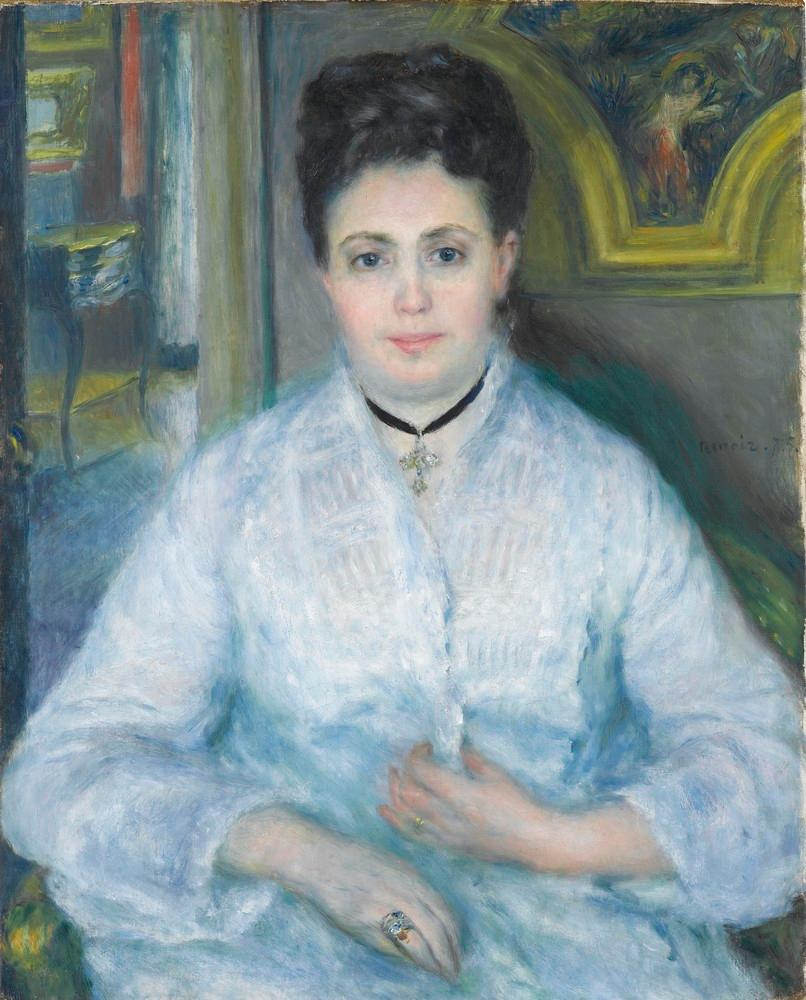
Pierre-Auguste Renoir: Madame Victor Chocquet
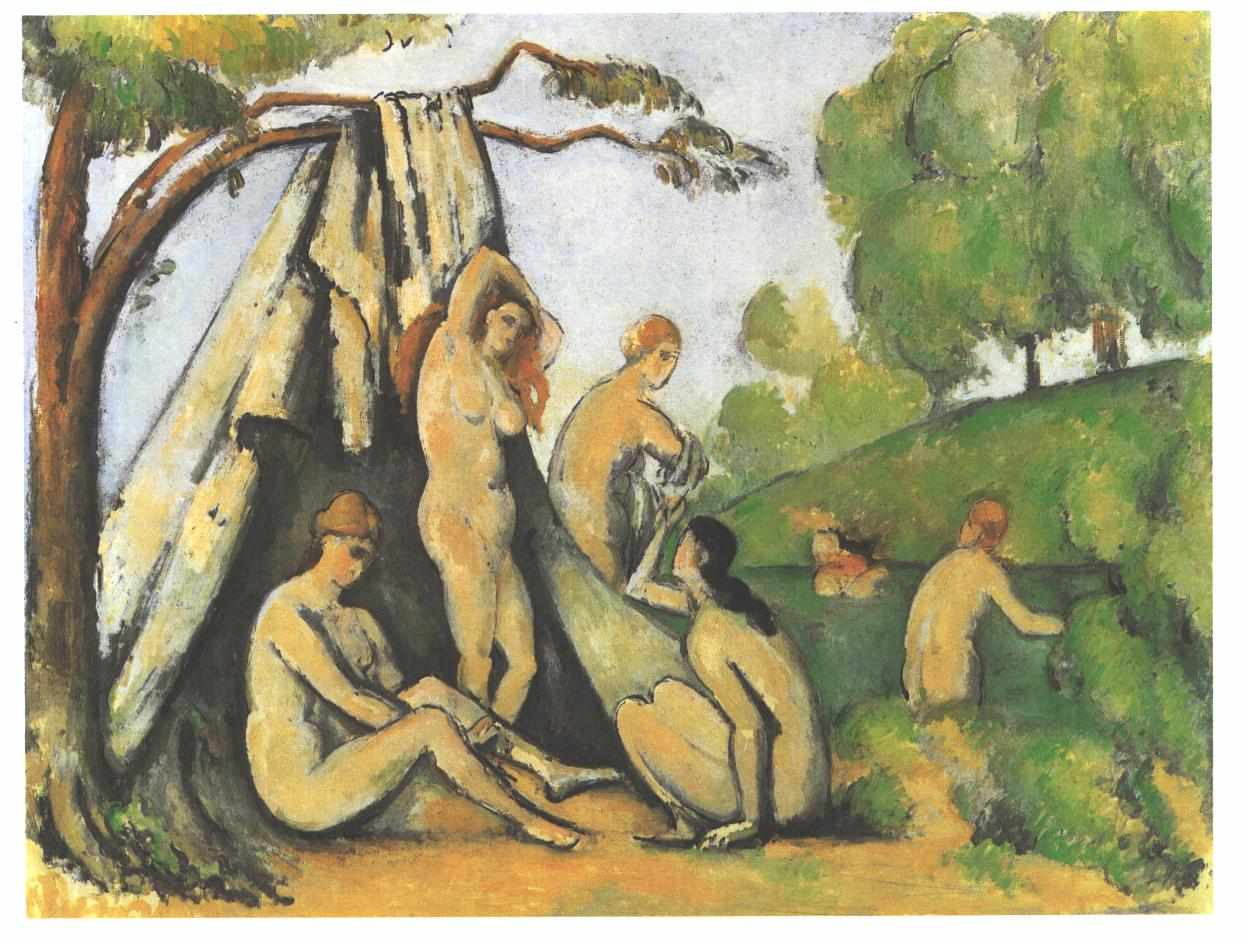
Paul Cézanne: Badende vor einem Zelt
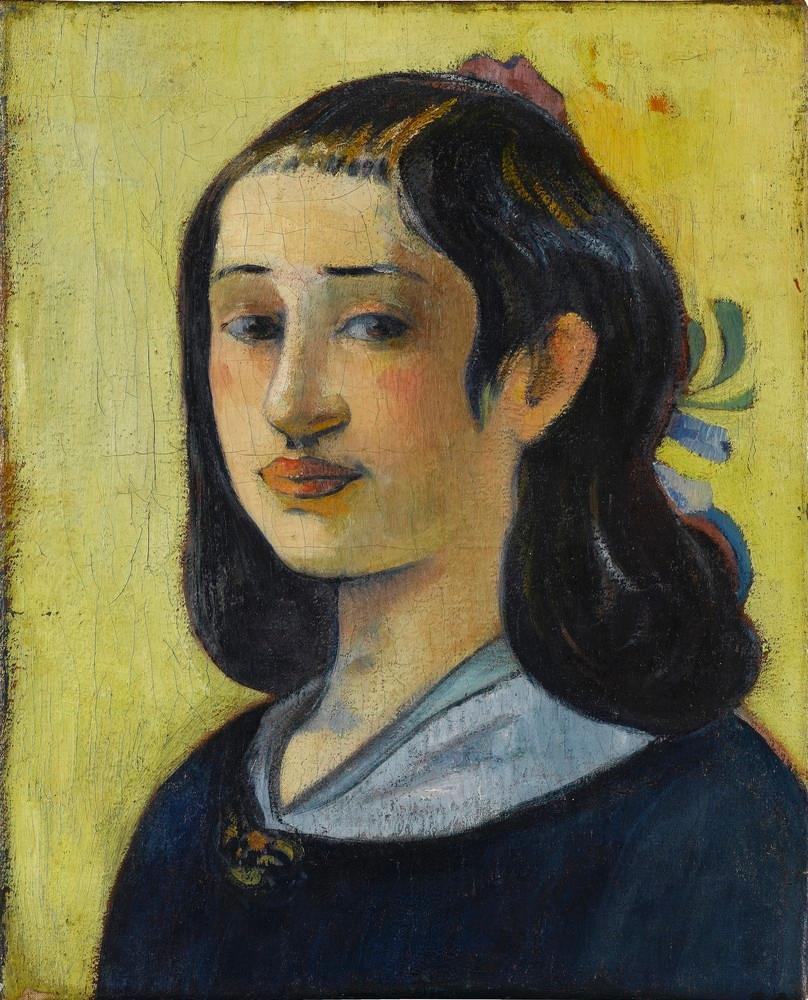
Paul Gauguin: Die Mutter des Künstlers
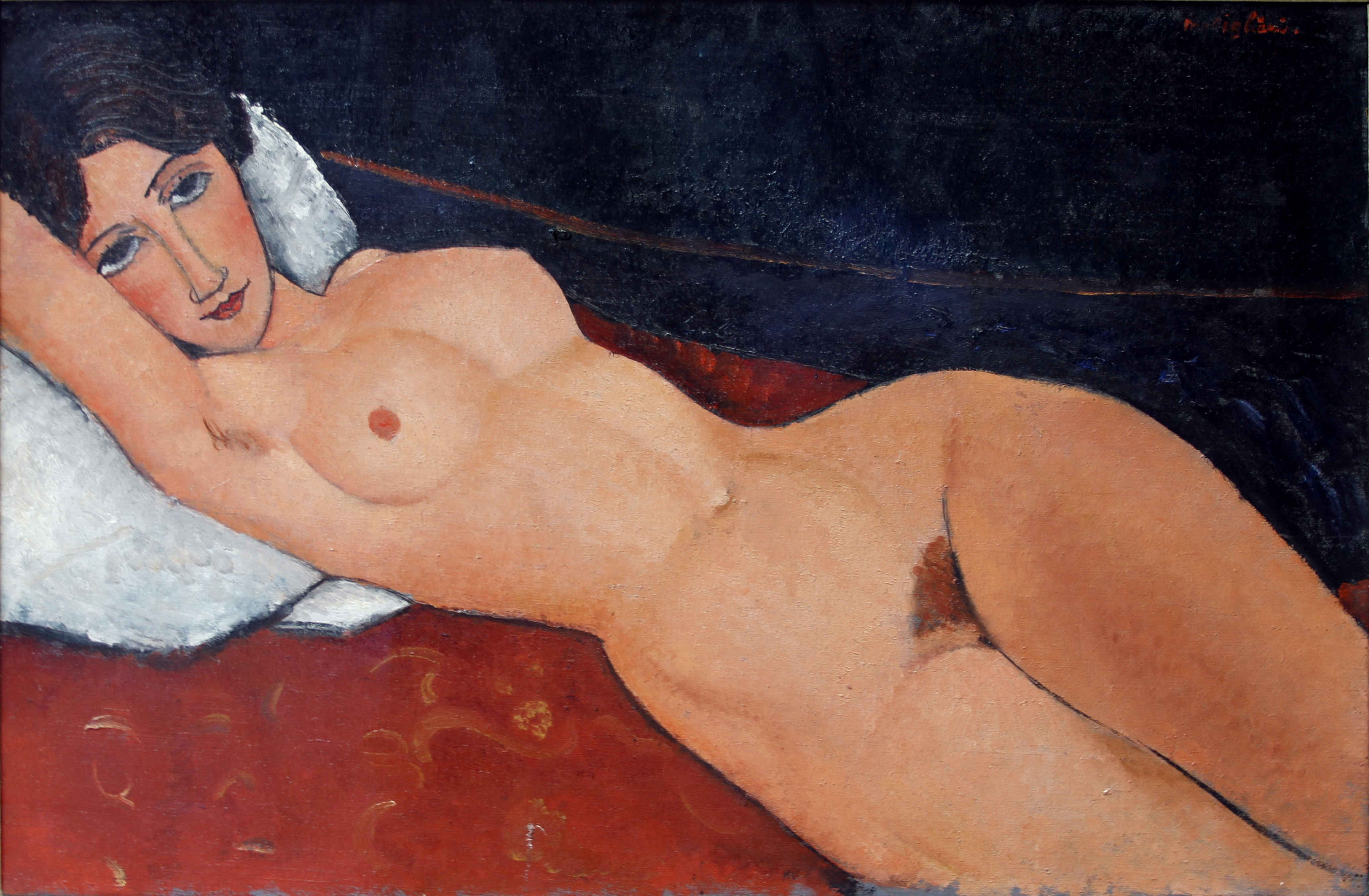
Amedeo Modigliani: Liegender Frauenakt auf weißem Kissen
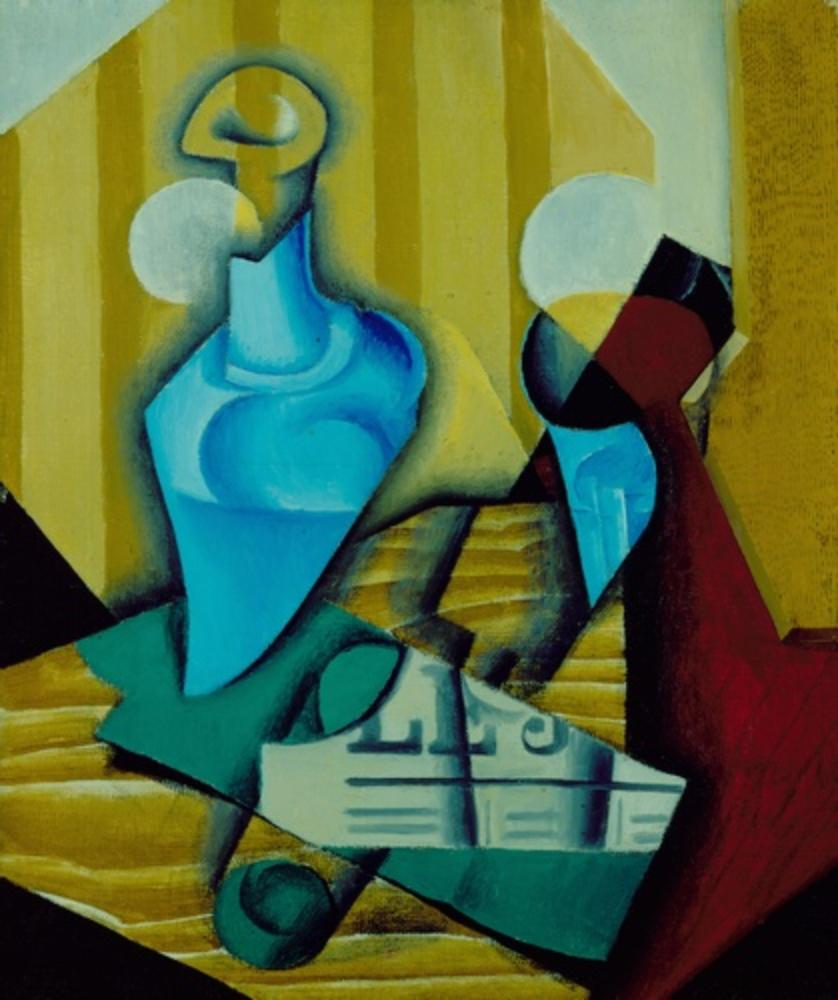
Juan Gris: Stillleben mit Flasche und Glas
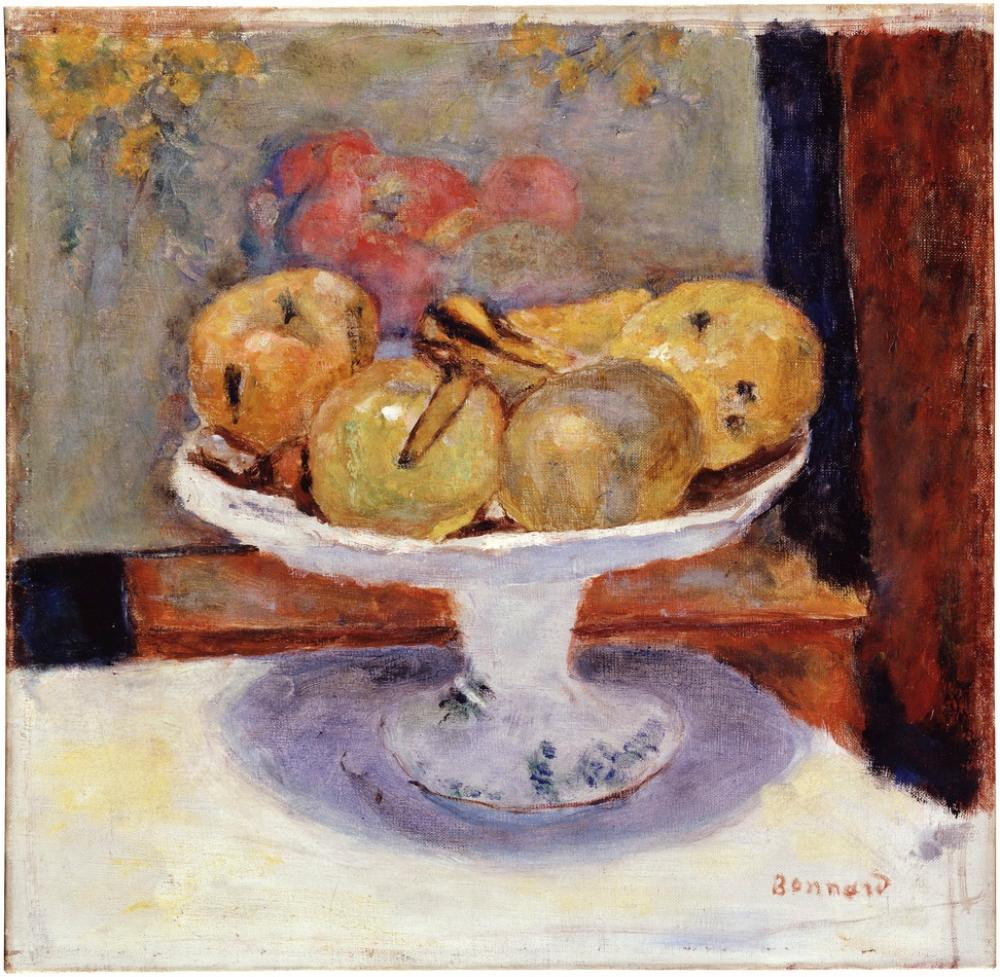
Pierre Bonnard: Fruchtschale
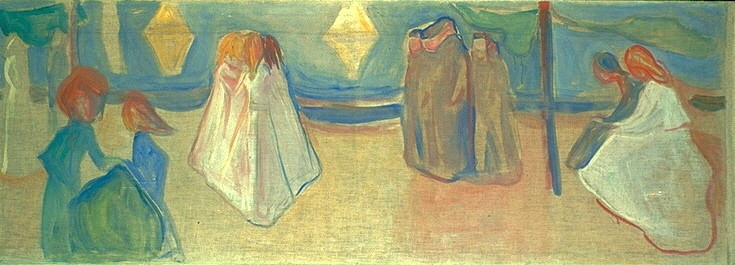
Edvard Munch: Sommernacht
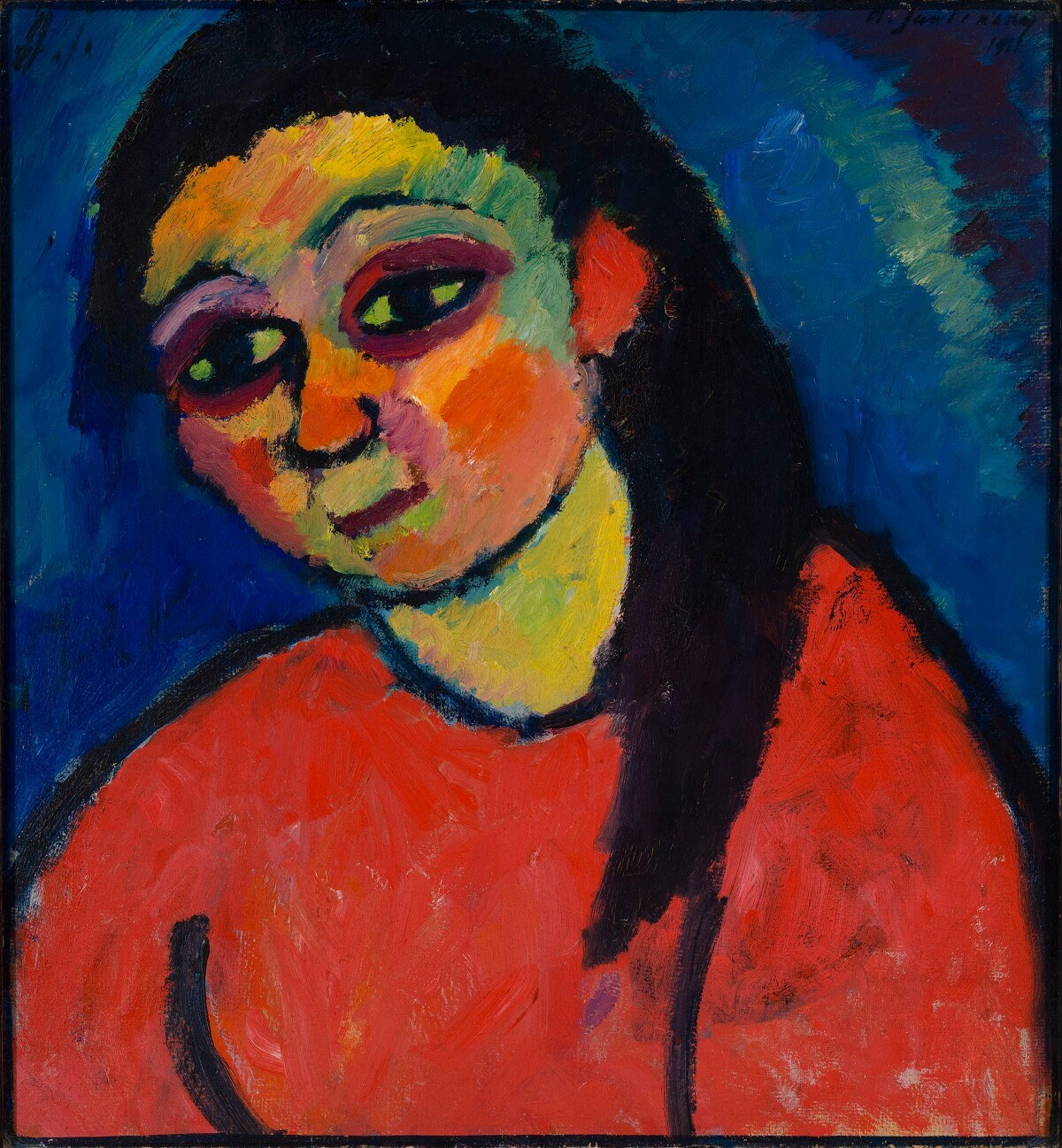
Alexej von Jawlensky: Frau mit roter Bluse

Von Edvard Munch besaß Moltzau etwa 50 Gemälde, darunter acht Bilder aus dem Reinhardt-Fries (Aasgaardstrand, Begier, Paar am Strand, Sommernacht, Mädchen beim Apfelpflücken, Wald mit Strand, Zwei Mädchen, Zwei Mädchen mit Sonnenblume). Diese ursprünglich als Raumdekoration für die Kammerspiele des Deutschen Theaters in Berlin geschaffenen Bilder gelangten 1966 durch Vermittliung von Adolf Jannasch über die Galerie Beyeler in den Besitz der Berliner Galerie des 20. Jahrhunderts (heute Neue Nationalgalerie). Zu den weiteren Werken von Munch in der Sammlung Moltzau gehörte ein Gemälde der Reihe Mädchen auf der Brücke und die Ansicht Fra Vestre Aker, die sich heute beide in Privatbesitz befinden. Ein weiteres Werk der Sammlung, das sich inzwischen in Museumsbesitz befindet, ist das Landschaftsbild Carrière de Bibémus von Paul Cézanne (Nelson-Atkins Museum of Art, Kansas City (Missouri)).
Zu den heute in Privatbesitz befindlichen Werken der Sammlung Moltzau gehören die Gemälde L’Abandon von Jacques Villon, Frau mit roter Bluse von Alexej von Jawlensky, Stillleben mit aufgeschlagenem Buch von Paul Gauguin, Jean Renoir, Gabrielle et Fillette von Pierre-Auguste Renoir und ein Motiv Sitzende Frau von Pablo Picasso. Weitere Werke der Sammlung stammten von Künstlern wie Fermín Aguayo, Jean René Bazaine, André Beaudin, Jean Bertholle, Roger Bissière, Corneille, Jean Dubuffet, Max Ernst, Maurice Estève, Roger de La Fresnaye, Roger-Edgar Gillet, Hans Hartung, André Lanskoy, Jean Le Moal, Alfred Manessier, Joan Miró, Zoran Mušič, Serge Poliakoff, Charles Rollier, Gustave Singier, Pierre Soulages, Chaim Soutine, Sugai Kumi, Rufino Tamayo, Raoul Ubac und Gérard Vulliamy.